# Единбурзький університет
Единбурзький університет (англ.: The University of Edinburgh, шотландською гельською: Oilthigh Dhùn Èideann; скорочено Edin.) — державний дослідницький університет, що базується в Единбурзі, Шотландія. Заснований міською радою відповідно до королівської хартії короля Якова VI у 1582 році та офіційно відкритий у 1583 році, це один із чотирьох старовинних університетів Шотландії та шостий найстаріший університет в англомовному світі, який безперервно працює з часів заснування.
У 18 та на поч. 19 ст. в епоху Шотландського Просвітництва Університет відіграв важливу роль у тому, що Единбург став головним інтелектуальним центром і сприяв тому, що місто прозвали «Північними Афінами».

## Загальний опис
Единбургський університет посідає 22-е місце у світі за Рейтингом найкращих університетів світу (QS World University Rankings), 30-е місце за рейтингом Times Higher Education World University Rankings і 38-е місце за Академічним рейтингом університетів світу (Academic Ranking of World Universities). Він є учасником кількох асоціацій наукомістких університетів, включаючи Коїмбрську групу (Coimbra Group), Лігу Європейських дослідницьких університетів (The League of European Research Universities (LERU)), Расельську групу (Russell Group), Асоціацію європейських наукомістких університетів Єдина Європа (Una Europa) та міжнародної асоціації наукомістких університетів Universitas 21. У фінансовому році, що закінчився 31 липня 2022 року, загальний дохід університету склав 1,262 мільярда фунтів стерлінгів, з яких 331,6 мільйона фунтів стерлінгів припадає на дослідницькі гранти та контракти. Единбурзький університет є третім за величиною фондом у Великобританії, поступаючись лише Кембриджу та Оксфорду. Університет займає п'ять головних кампусів в Единбурзі, які включають багато історичних та архітектурних будівель, таких як будівлі в Старому місті.
Університет є сьомим за величиною університетом у Великій Британії за кількістю вступників і отримує понад 75 000 заяв на бакалаврат на рік, що робить його другим за популярністю університетом у Великобританії за кількістю заяв. У 2020 році Единбурзький університет посів восьме місце серед британських університетів за середніми балами системи оцінювання UCAS для нових абітурієнтів. Університет продовжує підтримувати зв'язки з королівською родиною, зокрема, принц Філіп, герцог Единбурзький був почесним канцлером університету з 1953 по 2010 рік, а Анна, королівська принцеса - з березня 2011 року.
Серед випускників Університету винахідник Олександр Грехем Белл, натураліст Чарлз Дарвін, філософ Девід Юм, фізик Джеймс Клерк Максвелл і такі письменники, як сер Дж. М. Баррі, сер Артур Конан Дойл, Дж. К. Роулінг, сер Вальтер Скотт і Роберт Луїс Стівенсон. Серед випускників Університету є кілька глав держав і урядів, у тому числі три британські прем'єр-міністри. Три судді Верховного суду Великобританії здобули освіту в Единбурзі. Станом на січень 2023 року 19 лауреатів Нобелівської премії, чотири лауреати Пулітцерівської премії, троє лауреатів премії Тюрінга, лауреат премії Абеля та медаліст Філдса були пов’язані з Единбургським Університетом як випускники або викладачі. Випускники Університету виграли загалом десять золотих олімпійських медалей.

## Історія

### Рання історія
У 1557 році єпископ Роберт Рід із собору Святого Магнуса на Оркнейських островах склав заповіт, згідно якому 8000 мерків (мерк - грошова одиниця Шотландії у 16-17 ст.) були передані на будівництво коледжу в Единбурзі. Рід планував викладання риторики та поезії поряд із більш традиційними предметами, такими як філософія. Це було незвичне для свого часу рішення. Однак плани було відкладено більш ніж на 25 років через релігійну революцію, яка призвела до першого засідання Реформаційного парламенту у 1560 році.
Плани було поновлено наприкінці 1570-х років завдяки зусиллям міської ради Единбурга, першого міністра Единбурга Джеймса Лоусона та лорда-проректора Вільяма Літтла. Коли нащадки Ріда не захотіли виплачувати суму, міська рада звернулася до короля Якова VI та його Таємної ради. Король пішов на компроміс і 14 квітня 1582 року видав королівську хартію, яка надала міській раді право створити коледж вищої освіти. Коледж, заснований світською владою, був безпрецедентним у новій пресвітеріанській Шотландії, оскільки всі попередні шотландські університети були засновані католицькою церквою зокрема папськими буллами.
Університет під назвою Tounis College (Тауніс Коледж, тобто міський коледж) відкрив свої двері для студентів 14 жовтня 1583 року з відвідуваністю. На момент відкриття  університет налічував 80-90 студентів. У той час у коледжі викладалися в основному вільні мистецтва та богослов'я. Навчання розпочалося під керівництвом випускника університету Сент-Ендрюс, богослова Роберта Ролока, який спочатку служив регентом, а з 1586 року директором коледжу. Спочатку Роллок був єдиним інструктором для студентів першого курсу, і він мав опікуватися студентами протягом усіх чотирьох років навчання з кожного предмету. Перша група закінчила навчання в 1587 році, і 47 студентів отримали ступінь магістра. Коли король Яків VI відвідав Шотландію в 1617 році, він провів диспут із професорами коледжу, після чого постановив, що відтепер він має називатися «Коледж короля Якова». Університет був відомий як Тауніс Коледж, так і Коледж короля Джеймса, поки в 17 столітті він поступово не отримав назву Единбурзького університету.
Після повалення королів Якова II та Якова VII під час Славної революції в 1688 році парламент Шотландії прийняв закон, спрямований на викорінення симпатиків якобітів серед викладачів та персоналу університету. В Единбурзі це призвело до звільнення директора Олександра Монро та кількох професорів і регентів після урядового візиту в 1690 році. Згодом університет очолив ректор Гілберт Рул, один із ревізорів у контролюючому комітеті.

### 18-19 століття
Кінець 17-го і початок 18-го століть ознаменувалися боротьбою за владу між університетом і міською радою, яка впливала на процес призначення персоналу, складання навчальних програм та проведення іспитів. Після чергового загострення протистояння, конфлікт досяг кульмінації в результаті чого в 1704 році рада вилучила документацію коледжу. Відносини поступово налагоджувалися протягом наступних 150 років, але конфлікт час від часу  поновлювався.
Протягом 18 століття Університет розширювася, зокрема було засновано юридичний факультет, факультет мистецтв та медичний факультет. У 1762 році преподобний Г'ю Блер був призначений королем Георгом III першим професором риторики та художньої літератури. Це формалізувало літературу як предмет і знаменувало собою заснування кафедри англійської літератури, що робить Единбург найстарішим центром літературної освіти у Великій Британії. Протягом 18-го століття в університеті активно поширювалося викладання анатомії та особливо хірургії, завдячуючи чому університет вважався однією з найкращих медичних шкіл в англомовному світі.
У 18 столітті університет став також центром шотландського Просвітництва. Між 1750 і 1800 роками він привернув увагу ключових діячів Просвітництва, таких як хіміка Джозефа Блека, економіста Адама Сміта, історика Вільяма Робертсона, філософів Девіда Юма і Дугалда Стюарта, лікаря Вільяма Каллена і соціолога Адама Фергюсона, багато з яких викладали одночасно. На час заснування Единбурзького королівського товариства в 1783 році, університет вважався однією з провідних наукових установ світу, і в результаті Вольтер назвав Единбург «інкубатором геніїв». Бенджамін Франклін вважав, що університет має «набір по-справжньому великих людей, професорів кількох галузей знань, які коли-небудь з'являлися в будь-яку епоху та в будь-якій країні». Томас Джефферсон вважав, що з точки зору науки «жодне місце у світі не може претендувати на конкуренцію з Единбургом».
Після 275 років управління міською радою, Закон про університети (Шотландія) 1858 року надав університету повну владу над власними справами. Закон заснував керівні органи, включаючи університетський суд і генеральну раду, і перевизначив ролі ключових посадових осіб, таких як канцлер, ректор і директор.
У стінах університету була створена перша у Великій Британії організація жінок-бакалаврів під назвою Единбурзька сімка. Завдяки ініціативі учасниць групи у 1889-му році було прийнято закон, згідно якого жінки отримували право навчатися в будь-якому з університетів Шотландії.

### 20 століття
Під час Першої світової війни будівлі наукового та медичного корпусів Університету почали занепадати через відсутність ремонту та модернізації. Цей процес прискорився після завешення війни, коли в корпуси повернулися студенти. З огляду на ці обставини в 1919 році керівництво Університету придбало земельну ділянку на півдні міста під будівництво нового наукового  корпусу. 6 липня 1920 року король Георг V заклав фундамент першої нової будівлі (тепер вона називається Будівлею Джозефа Блека), у якій розміщувався факультет хімії. Корпус був названий Королівськими будівлями на честь Георга V.
Новий коледж у місцевості Маунд в Единбурзі спочатку був відкритий у 1846 році як коледж Вільної церкви Шотландії, пізніше Об’єднаної вільної церкви Шотландії. З 1930-х років тут розташовується Школа богослов'я. До возз'єднання Церкви Шотландії в 1929 році кандидати на служіння в Об'єднаній вільній церкві навчалися в Новому коледжі, тоді як кандидати в Церкву Шотландії навчалися на факультеті богослов'я університету. У 1935 році обидва заклади об'єдналися, а навчальний процес продовжився вже у приміщенні Нового коледжу в Старому місті. Це дозволило звільнити Старий коледж для Единбурзької юридичної школи.
У 1941 році була заснована Польська медична школа, а в 1951 році на базі Університету був відтворений Королівський ветеринарний коледж, заснований ще у 1823 році Вільямом Діком. Він отримав офіційний статус факультету ветеринарної медицини в 1964 році.
До кінця 1950-х років в Університеті щорічно навчалося близько 7000 студентів, що удвічі більше, ніж на рубежі століть.
1 серпня 1998 року Педагогічний інститут Морей Хауз (Moray House), заснований у 1848 році, об’єднався з Единбурзьким університетом, ставши його Педагогічним факультетом. У серпні 2019 року він був перейменований  у школу освіти та спорту Морей Хауз.

### 21 століття
У 1990-х роках стало очевидним, що старі будівлі Королівської лікарні Единбурга на Лористон Плейс більше не підходять для сучасної навчальної. В результаті співпраці між приватним бізнесом, місцевою владою та університетом були побудовані сучасна лікарня та медичне містечко в районі Маленької Франції в Единбурзі. Новий кампус отримав назву Біоквартал. 12 серпня 2002 року принцом Філіпом була відкрита нова Единбурзька медична школа поряд із новою Королівською лікарнею Единбурга.
У грудні 2002 року Единбурзька пожежа на вулиці Коугейт (Cowgate) знищила кілька університетських будівель, у тому числі близько 3000 м2 (32 000 кв. футів) Школи інформатики на Південному мосту.
У квітні 2008 року Інститут Росліна — дослідницький центр з вивчення тварин, відомий тим, що його вчені та співробітники клонували вівцю Доллі, став частиною Королівської школи ветеринарних досліджень.
У серпні 2011 року Единбурзький коледж мистецтв, заснований у 1760 році, офіційно об’єднався зі Школою мистецтв, культури та навколишнього середовища університету.
У 2016 році університет почав приймати Wikimedian in Residence. У 2019 році резиденція була перетворена на штатну посаду, а вікімедіанець брав участь у викладацькій та навчальній діяльності в рамках WikiProject Единбурзького університету.
У 2018 році Единбурзький університет підписав угоду між Единбургом і південно-східною Шотландією вартістю 1,3 мільярда фунтів стерлінгів у партнерстві з урядами Великобританії та Шотландії, шістьма місцевими органами влади та всіма університетами та коледжами в регіоні. Університет зобов’язався принести низку економічних переваг регіону через ініціативу інновацій, керованих даними.[103] У поєднанні з Університетом Геріот-Ватт ця угода створила п’ять інноваційних центрів: Центр Байєса, Единбурзький інститут ф’ючерсів (EFI), Інститут Ашера, Істер-Буш і ще один центр у Геріот-Ватті, Національний роботаріум. Угода також передбачала створення Единбурзького міжнародного центру даних, який виконує високошвидкісну обробку даних у безпечному середовищі.
У вересні 2020 року університет завершив роботу над оздоровчим центром Річарда Верні в центральному кампусі на площі Брісто. У закладі розташовані медичний центр і аптека, а також університетська служба консультування людей з обмеженими можливостями. Найбільшим поточним проектом розширення університету є перетворення деяких історичних будівель Единбурзького королівського госпіталю на Лористон Плейс, який був звільнений у 2003 році та частково перетворений на Квартермілю. Реконструкція та розширення вартістю 120 мільйонів фунтів стерлінгів забезпечить приміщення для Edinburgh Futures Institute, міждисциплінарного центру, що об’єднує мистецтво, гуманітарні та соціальні науки з іншими дисциплінами в дослідженні та викладанні «складного майбутнього».

## Кампуси та будівлі
Единбурзький Університет має п'ять основних корпусів:
Центральний корпус (Central Area)
Королівський корпус (King's Buildings)
Медичний або біологічний корпус (BioQuarter)
Корпус Істер Буш (Easter Bush)
Головний Західний корпус (Western General)
Університету підпорядковаені кілька важливих історичних і сучасних будівель по всьому місту, у тому числі зала Святої Сесілії (St Cecilia's Hall), найстаріший спеціально побудований концертна зала у Шотландії та другий найстаріший на Британських островах; Тевіот (Teviot Row House), найстаріший у світі спеціально побудований Будинок студентських спілок та відреставрована студентська резиденція 17-го століття Мілнс Корт (Mylne's Court).

## Офіційне керівництво університету
Трьома найважливішими посадовими особами університету є його канцлер, ректор і директор, чиї права та обов’язки переважно закріплені Законом про університети (Шотландія) від 1858 року.
Офіс канцлера є найвищим керівним органом університету. До його обов’язків входить присвоєння ступенів і підвищення профілю та репутації університету на національному та світовому рівнях. Канцлера обирає Генеральна рада університету, як правило, на довічний термін. Попередніми канцлерами були колишній прем'єр-міністр Великобританії герцог Артур Балфур та романіста сера Дж. М. Баррі. Принцеса Анна обіймала цю посаду з березня 2011 року, змінивши принца Філіпа. Вона також є патроном університетської Королівської школи ветеринарних досліджень.
Директор несе відповідальність за загальну роботу університету в ролі виконавчого директора. Директор формально призначається кураторами патронату та призначається університетським судом. Він є президентом Академічного Сенату (Senatus Academicus) і членом університетського суду за посадою. Директор також автоматично призначається віце-канцлером, у цій ролі він присуджує ступені від імені ректора. Серед попередніх директорів — фізик сер Едвард Епплтон і релігійний філософ Стюарт Сазерленд. Поточний директор — нефролог сер Пітер Метісон, який займає цю посаду з лютого 2018 року.
Ректор обирається кожні три роки співробітниками та студентами. Основна роль ректора — головувати в Університетському суді. Ректор також головує на засіданнях Генеральної ради за відсутності канцлера. Він тісно співпрацює зі студентами та Асоціацією студентів Единбурзького університету. Серед ректорів університету були мікробіолог сер Александр Флемінг і колишні прем’єр-міністри сер Вінстон Черчилль і Девід Ллойд Джордж. Нинішнім ректором є активіст і письменник Саймон Феншоу, який обіймає цю посаду з березня 2024 року.

## Коледжі та школи
У 2002 році університет було реорганізовано з дев'яти факультетів у три "Коледжі". Хоча технічно це не колегіальний університет, він складається з коледжів мистецтв, гуманітарних та соціальних наук (CAHSS), науки та техніки (CSE) та медицини та ветеринарної медицини (CMVM). У цих коледжах є «Школи», які або представляють одну академічну дисципліну, наприклад інформатику, або об’єднують суміжні навчальні дисципліни, такі як Школа історії, класики та археології. Незважаючи на те, що окремі школи пов’язані загальними правилами на рівні коледжу, вони можуть відрізнятися своєю організацією та управлінням. Станом на 2021 рік в університеті загалом 21 школа.

## Відомі випускники

### Діячі мистецтв
- Блісс Кармен (1861—1929) — канадський поет
- Сер Артур Конан-Дойл (1859—1930) — знаменитий письменник, автор детективних романів про Шерлока Холмса
- Сер Вальтер Скотт (1771—1832) — всесвітньо відомий письменник
- Роберт Льюїс Стівенсон (1850—1894) — письменник і поет, автор всесвітньо відомих пригодницьких романів і оповідань
- Девід Г'юм (1711—1776) — філософ, один з найбільших діячів шотландської освіти
- Сер Адам Сміт шотландський — економіст, філософ-етик; один з основоположників сучасної економичної теорії
- Томас Ерд  — шотландський поет
- Сер Джеймс Метью Баррі — шотландський драматург, автор Пітера Пена

### Наукові діячі
- Александер Белл (1847—1922) — винахідник, основоположник телефонії
- Гільда Беренд (1917—2000) — англійський економіст
- Роберт Браун (1773—1858) — ботанік, першовідкривач «броунівського руху»
- Девід Брюстер (1781—1868) — фізик, винахідник калейдоскопа
- Арчибальд Гікі (1835—1924) — відомий геолог
- Александр Грій (1882—1968)  — шотландський економіст, поет і перекладач
- Чарлз Дарвін (1809—1882) — натураліст і мандрівник, творець еволюційної теорії походження й розвитку живих організмів
- Джордж Келлі (1905—1966) — психолог
- Джозеф Лістер, 1-й барон Лістер (1827—1912) — хірург і вчений, творець хірургічної антисептики
- Джеймс Клерк Максвелл (1831—1879) — фізик, творець класичної електродинаміки
- Пітер Денніс Мітчелл (1920—1992)  — англійський біохімік, лауреат Нобелівської премії з хімії (1978)
- Річард Овен (1804—1892) — зоолог і палеонтолог
- Вільям Праут (1785—1850) — хімік, лікар і релігійний філософ
- Роберт Стефенсон (1803—1859) — інженер, будівельник паровозів і мостів, син знаменитого Джорджа Стефенсона
- Ігор Євгенович Тамм (1895—1971) — фізик, лауреат Нобелевської премії з фізики

### Політики
- лорд Джон Рассел (1792—1878) — прем'єр-міністр Великої Британії.
- Гордон Браун (1951—) – премʼєр-міністр Великобританії.

## Ректори
- Олександр Адам (1741—1809) — археолог
- Вінстон Черчилль — прем'єр-міністр Великої Британії.